# Marta Krásová
Marta Krásová (16 de març de 1901 - 20 de febrer de 1970) va ser una mezzosoprano txeca que va tenir una carrera internacional activa amb els principals teatres d'òpera d'Europa des de 1922 a 1966.
El 1950 va enregistrar amb el director Jaroslav Vogel Jenůfa de Leoš Janáček.